# Лајонел Ку
Чиенјин Лајонел Ку (енгл. Chien Yin Lionel Khoo, кин: 邱建贤莱昂内尔; Сингапур, 27. март 1995) сингапурски је пливач чија специјалност су трке прсним стилом. Вишеструки је национални првак и рекордер у великим и малим базенима, те учесник највећих светских пливачких такмичења. 

## Спортска каријера
Ку је научио да плива са свега три године, са осам година је почео интензивније да тренира, а са 12 и да се такмичи на локалним и међународним такмичењима. Као петнаестогодишњи тинејџер је дебитовао на сениоским такмичењима, пливајући на митинзима светског купа у малим базенима, односно на Азијским играма у кинеском Гуангџоуу 2010. где је као члан сингапурске штафете 4×100 мешовито заузео високо четврто место. 
Дебитантски наступ на светским првенствима имао је на светском првенству у малим базенима у Истанбулу 2012, док је на првенствима у великим базенима дебитовао у Казању 2015. године. 
на светском првенству у корејском Квангџуу 2019. такмичио се у три дисциплине — на 50 прсно је био 44, на 100 прсно 49, а штафета 4×100 мешовито заузела је 26. место.